# Dibenzoxazepina
Dibenzoxazepina, ou CR (C-série R), é uma molécula na formula molecular de C13H9NO.É um agente anti-motim muito violento e por isso foi banido de varias entidades.